# Zwillingsschlupf
Ein Zwillingsschlupf bedeutet, dass sich zwei Individuen in einem Ei herangebildet haben. Diese Zwillinge sind dann eventuell zusammengewachsen wie bei siamesischen Zwillingen. Auch kommt es vor, dass sich das eine Individuum nicht weiterentwickelt und abstirbt.